# Триплоид
Триплоид је телесна ћелија која садржи три хромозомске гарнитуре. Триплоидија предсатвља нумеричку аберацију хромозома. Хумане телесне ћелије које су триплоидне садрже три гарнитуре по 23 хромозома.